# Château de Saint-Huruge
Le château de Saint-Huruge est situé sur la commune de Saint-Huruge en Saône-et-Loire, à proximité de la Guye.

## Description
Le château fort, encore évoqué dans le dénombrement de 1625, était un quadrilatère cantonné de tours: trois tours rondes et une grosse tour carrée à deux étages. L'ensemble a subi au XVIIe siècle et au XIXe siècle d'importantes modifications qui ont laissé intactes les tours. Une tourelle rectangulaire a été accotée à la façade occidentale de la grosse tour, qu'un bâtiment d'habitation rattache à la tour nord-ouest. Un corps de logis de même élévation, sous un toit à deux versants, a remplacé la courtine sud.
Le château, propriété privée, ne se visite plus.

## Historique
- 1266 : Le fief, qui se nomme à l'époque Saint-Eusèbe, est la propriété de Guillaume Sauvage
- XIVe siècle : La terre appartient aux Trezettes
- 1440 : Antoinette de Trezettes l'apporte à Girard de Bernaud
- 1461 : Louise de Bernaud, fille des précédents, épouse Jean de Choiseul-Traves
- fin XVe siècle : Antoine de Choiseul-Traves, fils des précédents, leur succède
- 1538 : Jeanne de Choiseul-Traves, dame de Saint-Huruge, fille du précédent, s'unit à Jean de Foudras (1515-1582)
- 1618 : Les Foudras vendent le domaine à François Savary
- 1625 : François Savary vend à François de Thibaut, maréchal de camp
- 1631 : La terre est érigée en baronnie
- 1722 : Par succession collatérale, le bien échoit à Victor-Amédée I de La Fage.
- 1738 : Opposé au mariage de son fils Philibert-Joseph avec Mademoiselle Pagès de Vitrac,  Victor-Amédée I en fait hériter son petit-fils, également prénommé Victor-Amédée, dit le marquis de Saint-Huruge, généralissime des sans-culotte.
- 1801 : Au décès de celui-ci, sa fille unique Claire-Sophie en hérite.
- 1804 : Claire-Sophie de la Fage échange avec Antoine Chaland le domaine de Saint Huruge contre une maison à Paris au Palais-Royal.
- 1810 : Le nouveau propriétaire le revend au général Armand Lebrun de La Houssaye
- 1818 : Le domaine est revendu à Jean Brenot.
- 1820 : Sa fille Catherine l'apporte à son mari Jacques Adenot. C'est à cette époque que les fossés sont comblés, la tour de l'escalier, symétrique du donjon, démolie et les jardins créés.
- 1843 : Mathilde Adenot, leur fille, épouse d'Eugéne Perraud, en hérite. Puis c'est leur fille, Emilie, Madame Joseph Buffe.
- 1894 : Mathilde Buffe, fille des précédents, épouse d'André, baron Dallemagne (1865-1961), arrière-petit-fils du général baron d'Empire Claude Dallemagne, en hérite.
- 1961 : À la mort d'André Dallemagne son fils, Pierre (1900-1996) en hérite et le vend à Louis Large, régisseur du domaine. Celui-ci le revend en 1964 à la famille Nouveau.
- Il est aujourd'hui la propriété de M. et Mme F. Eyraud.

### Armoiries
- Foudras : D'azur à trois fasces d'argent
- Buffe : d'azur au bœuf passant d'or, au chef d'argent chargé d'un croissant de gueules entre deux étoiles de même
- d'Allemagne : Coupé,au premier parti d'azur à la tour d'or ouverte ajourée et maçonnée de sable, surmontée de trois étoiles en chef d'argent, de gueules à l'épée haute d'argent (qui est des barons militaires) ; au deuxième d’or au pont de sable à quatre arches soutenu d’une rivière en champagne de sinople